# Fluorcalciobritholite
La fluorcalciobritholite è un minerale appartenente al gruppo della britholite. È stata ritrovata sul monte Kukisvumchorr nella penisola di Kola in Russia. È un minerale dai cristalli esagonali prismatici, trasparente e colore dal rosa pallido al bruno. È simile alla fluorbritholite-(Ce) da cui si diversifica per la maggior prevalenza di calcio.

## Abito cristallino
I cristalli del gruppo della britholite sono simili alla fluorapatite ma presentano oltre al gruppo fosfato anche il gruppo silicato ed in quantità più rilevante.

## Forma in cui si presenta in natura
La presenza di impurezze come torio uranio e altri lantanidi, rendono instabile la struttura cristallina per cui molti cristalli tendono a degradarsi col tempo (metamictismo).